# Mukopolysacharidóza

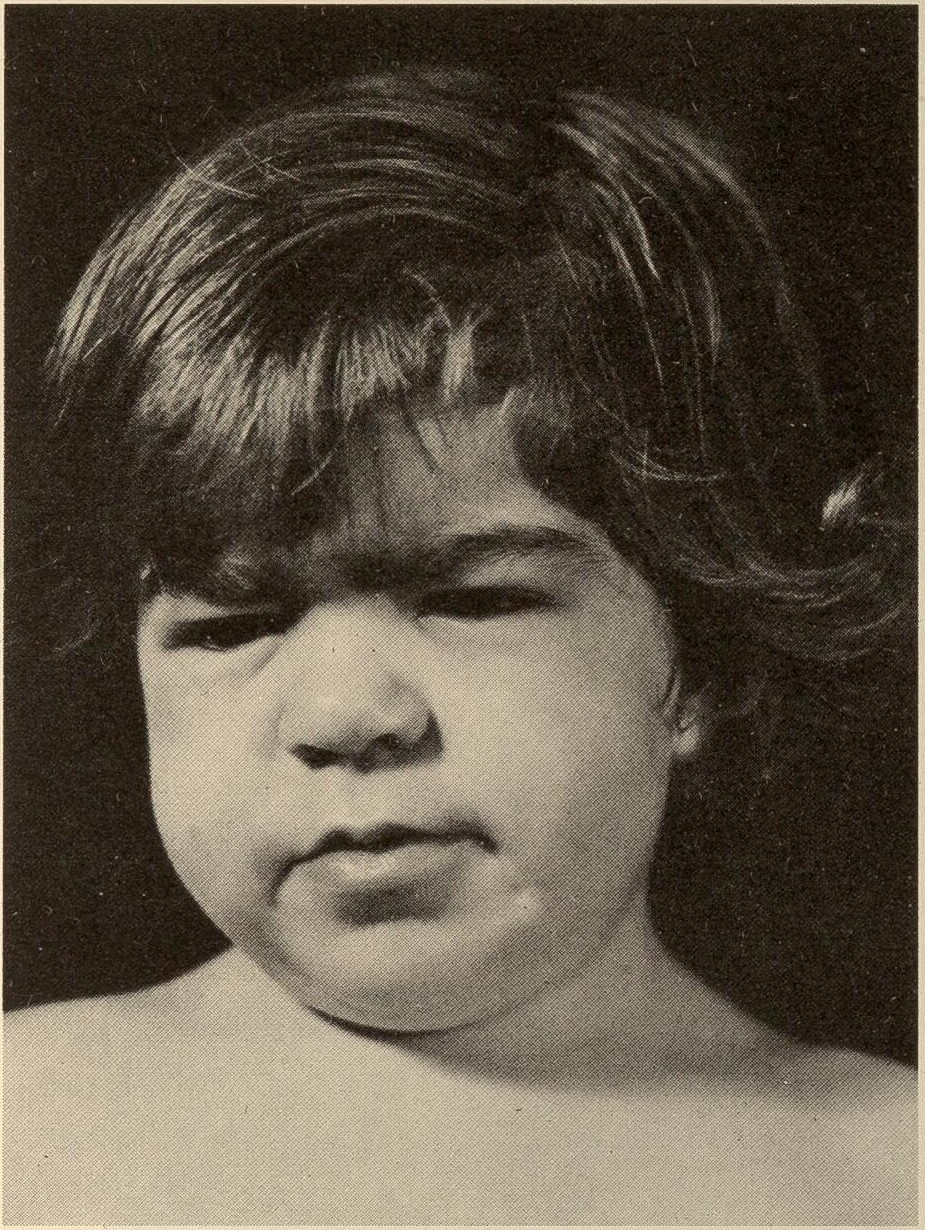
Chlapec trpící Sanfillipovým syndromem

Mukopolysacharidóza (MPS) je metabolické onemocnění způsobené neschopností těla štěpit mukopolysacharidy. Mukopolysacharidózy představují geneticky podmíněnou velkou skupinu klinicky závažných a postupně progredujících multisystémových onemocnění, která se řadí mezi lysosomální onemocnění se střádáním. Porucha funkce enzymů nezbytných pro degradaci glykosaminoglykanů vede k postupnému hromadění glykosaminoglykanů v buňkách a následným morfologickým i funkčním změnám tkání.

## Projevy
Klinické projevy mukopolysacharidózy jsou velice heterogenní a postihují různou měrou takřka všechny tkáně. Způsobují vážné poruchy funkce kloubů, nedomykavost aortální chlopně, a v případě Hurlerova syndromu i zakalení rohovky. Dále však mohou působit i retardaci růstu, hluchotu nebo zvětšení jater či sleziny.

## Klasifikace
Rozdělení mukopolysacharidóz podle enzymatického defektu a typu zvýšeně vylučovaného glykosaminoglykanu:
- MPS I – Hurlerové syndrom vyvolaný špatně pracujícím enzymem iduronidázou
- MPS II – Hunterův syndrom
- MPS III A, B, C, D - Sanfilippův syndrom
- MPS IV A, B
- MPS VI
- MPS VII

## Diagnóza
Diagnóza je založena na klinickém podezření a průkazu zvýšeného množství glykosaminoglykanů vyloučených v moči, ale konkrétní typ onemocnění je nutno stanovit na enzymatické a molekulárně genetické úrovni.

## Léčba
V léčbě pacientů s MPS III se zkouší substrát redukční terapie pomocí genisteinu, který inhibicí syntézy glykosaminoglykanů omezuje jejich střádání. Pro pacienty s mukopolysacharidózou I., II., IV. a VI. typu je dostupná kauzální léčba pomocí enzymové substituční terapie, u pacientů s těžší formou mukopolysacharidózy I. typu a mukopolysacharidózou VI. a VII. typu se uplatňuje léčba pomocí transplantace hematopoetických kmenových buněk z kostní dřeně nebo pupečníkové krve od dárce s identickým HLA, ale metoda není účinná u dětí, u kterých již došlo k postižení funkce mozku.